# Zubai Szabolcs
Zubai Szabolcs (Mezőkövesd, 1984. március 31. –) EHF-kupa-győztes és magyar bajnok, 211-szeres magyar válogatott kézilabdázó. 

## Sportpályafutása

### Klubcsapatban
Mezőkövesden született és 2004 és 2008 között a Dunaferr SE játékosaként került az élvonalba, előtte szülővárosában és a Pestszentlőrinc-Elektromos csapatában kézilabdázott. 2008-tól a Pick Szeged játékosa volt. A szegedi csapattal a magyar bajnokságban, a Magyar Kupában és a Szuperkupában összesen 19 ezüstérmet szerzett, míg utolsó idényében, 2018-ban csapatával megnyerte a bajnokságot. Nemzetközi szinten a 2014-es EHF-kupa-győzelem, valamint a Bajnokok Ligája negyeddöntők (2015, 2017) a legnagyobb sikerei. 2015-től a szegedi együttes csapatkapitánya volt. 2018 nyarától az Orosházi FKSE csapatában folytatta pályafutását. 2020 májusában jelentette be visszavonulását.

### A válogatottban
A magyar férfi kézilabda-válogatottban 2004 december 27-én Szlovákia ellen mutatkozott be. A 2011-2012-es évad az egyik legjobb szezonja volt. Elkerülte a sérülés és kiegyensúlyozottan teljesített a Pick Szeged kézilabdacsapatában. A válogatott stabil tagjaként a londoni olimpiára a kerettel tartott. A 2012. évi nyári olimpiai játékokon negyedik helyen végzett a válogatottal. Utolsó világeseménye a válogatottal a 2017-es világbajnokság volt. 211 válogatott mérkőzésen 308 alkalommal volt eredményes.

## Eredményei

### Klubcsapatban
Magyar férfi kézilabda-bajnokság:
- Aranyérmes: 2018
- Ezüstérmes: 2009, 2010, 2011, 2012, 2013, 2014, 2015, 2016, 2017
- Bronzérmes:  2002, 2003, 2004, 2005, 2006, 2007, 2008

Magyar kézilabdakupa:  
- Döntős: 2007, 2009, 2010, 2012, 2013, 2014, 2015, 2016, 2017, 2018

EHF-kupa:
- Középdöntős: 2003
- Aranyérmes: 2014[9]

Bajnokok Ligája: Negyeddöntő (2015, 2017), Nyolcaddöntő (2013, 2016, 2018)

## Díjai, elismerései
- Magyar Ezüst Érdemkereszt (2012), Szeged legjobb sportolója (2017)